# Indianola Mississippi Seeds
《Indianola Mississippi Seeds》는 미국의 블루스 음악가 B.B. 킹의 열여덟 번째 스튜디오 음반이다. 1970년 10월 LP의 ABC 레코드에서, 1989년 5월 CD의 MCA 레코드에서 발매되었다. 이 음반에서 B.B. 킹은 블루스와 록 음악을 혼합했다. 프로듀서 빌 심칙은 킹과 음악적 올스타 캐스팅을 매치해 히트작 〈The Thrill Is Gone〉의 성공을 추적하기로 결정했다. 그 결과는 킹의 가장 비판적인 호평을 받은 음반들 중 하나였으며, 역대 가장 높게 평가된 블루스 크로스오버 음반들 중 하나였다.
이 음반은 1970년 《빌보드》 음반 차트 중 여러 장에 등장해 팝 음반 차트 26위, 재즈 음반 차트 7위, 빌보드 "블랙 앨범" 목록 8위에 올랐다. 이 음반은 또한 몇 개의 히트 싱글인 〈Chains and Things〉, 킹의 〈Ask Me No Questions〉, 그리고 리언 러셀의 〈Hummingbird〉를 만들었다.
킹 자신도 이 음반을 자신의 가장 위대한 업적 중 하나로 보고 있다. 킹은 자신의 최고 작품에 대해 물었을 때 "비평가들이 항상 《Live & Well》이나 《Live at the Regal》을 언급하는 것을 알고 있지만, 《Indianola Mississippi Seeds》는 내가 예술적으로 한 최고의 음반이라고 생각한다"고 말했다.

## 비평가 찬사
| 전문가 평가                         | 전문가 평가 |
| 평가 점수                           | 평가 점수   |
| 출처                                | 점수        |
| ----------------------------------- | ----------- |
| Allmusic                            | [ 2 ]       |
| Christgau's Record Guide            | B           |
| Great Rock Discography              | (7/10)      |
| Music Hound                         | [ 5 ]       |
| Rolling Stone                       | (favorable) |
| Virgin                              | [ 8 ]       |
| The Rolling Stone Jazz Record Guide | [ 9 ]       |

《Indianola Mississippi Seeds》는 《블루스 100 필수적인 CD에 대한 러프 가이드》(《Live at the Regal》와 《Singin' the Blues》와 함께)에 수록된 B.B. 킹의 음반 3장 중 하나이다. 이 음반은 1970년 최고의 "연도별 음반 차트메이커" 목록에서 23위에 선정되었다.

## 곡 목록
모든 곡들은 특별한 언급이 없는 한 B.B. 킹에 의해 작사/작곡하였다.
| #  | 제목                                  | 작사·작곡         | 재생 시간 |
| -- | ------------------------------------- | ----------------- | --------- |
| 1. | 〈Nobody Loves Me But My Mother〉     |                   | 1:26      |
| 2. | 〈You're Still My Woman〉             | 킹, 데이브 클라크 | 6:04      |
| 3. | 〈Ask Me No Questions〉               |                   | 3:08      |
| 4. | 〈Until I'm Dead and Cold〉           |                   | 4:45      |
| 5. | 〈King's Special〉                    |                   | 5:13      |
| 6. | 〈Ain't Gonna Worry My Life Anymore〉 |                   | 5:18      |
| 7. | 〈Chains and Things〉                 | 킹, 클라크        | 4:53      |
| 8. | 〈Go Underground〉                    | 킹, 클라크        | 4:00      |
| 9. | 〈Hummingbird〉                       | 리언 러셀         | 4:36      |